# Club de Fútbol México
El Club de Fútbol México fue un antiguo equipo de fútbol mexicano que jugó en la Liga Amateur de México antes de la profesionalización y creación de la Primera división mexicana. Tuvo como sede la Ciudad de México.
Logró varios éxitos y triunfos en la época romántica del fútbol mexicano, se caracterizó por ser un equipo formado principalmente por mexicanos, algo muy representativo puesto que en esos años la mayoría de los equipos eran conformados por inmigrantes ingleses y españoles.

## Historia
En medio de la Revolución mexicana, en el año de 1910, el Club San Pedro de los Pinos fue oficialmente fundado por un grupo de jóvenes mexicanos encabezados por Alfredo B. Cuellar, Jorge Gómez de Parada y Alberto Sierra. El equipo recibiría el nombre de México FC e ingresaría a la liga amateur de fútbol para la temporada de 1912.
Por aquellos primeros años el México logró la corona del torneo 1912-13 reforzado por excelentes jugadores principalmente de origen inglés, aunque la base del equipo seguía siendo completamente 
mexicana. Entre las figuras mexicanas que formaban al equipo podemos citar al portero Cirilo Roa, hombre de gran valor bajo los tres palos, y cuya verdadera profesión era la albañilería. Serafín Cerón, hábil conductor del balón se convertiría en uno de los primeros ídolos de nuestro balompié, delantero de profesión fue una de las máximas figuras del Club México. Los entrenamientos de este equipo se realizaban en la Condesa en la Ciudad de México.
Viviendo una momentánea crisis económica, el Club México no participó en la temporada 1931-32 y decidió participar en una liga de primera fuerza del D.F., cambiando temporalmente su nombre a "Atlético México". 
Después de varias temporadas en que la participación en los torneos era inconsistente, para el final de la temporada 1933-34 el México FC decide retirerse completamente de competencia y nunca volvería a jugar en algún torneo realizado por la federación. Ese año acabaría en último lugar con solo 4 puntos en 10 juegos. La liga quedaría con solo 5 equipos pero para 1937 el Club Deportivo Marte entró en su lugar.

## Jugadores
- Cirilo Roa - Portero

(Acostumbraba ingresar a los juegos con una botella de pulque la cual bebía mientras se desarrollaban las acciones)
- Serafin Ceron - Delantero

### Campeones de goleo
- 1912-13 -  Jorge Gómez De Parada con 5 goles

## Equipos campeones
1912-13

Nombre: México FC

Torneo: Liga Mexicana Amateur de Asociación Foot-Ball

Entrenador: Antonio Sierra

Equipo: Bartolomé Vargas Lugo, Sabino Morales, George Griffen, Albert Smith, Carlos Miranda, Diez Vivanco, Carlos Troncoso, Carlos Elguero, Peter Little, Jorge Gómez De Parada, Abigail Quiroz, Serafín Cerón.

## Palmarés
| Competición nacional | Títulos                   | Subcampeonatos   |
| -------------------- | ------------------------- | ---------------- |
| Liga Mexicana (1/0)  | 1912-13                   |                  |
| Copa Tower (3/2)     | 1912-13, 1913-14, 1920-21 | 1916-17, 1918-19 |